# Crocodilia
Crocodilia este un ordin de reptile semiacvatice, prădătoare, care sunt cunoscute sub numele de crocodilieni. Au apărut pentru prima dată în timpul Cretacicului târziu și sunt cele mai apropiate rude vii ale păsărilor. Crocodilienii sunt un tip de pseudosuchian crocodilomorf, un subset de arcosauri care au apărut acum aproximativ 235 de milioane de ani și au fost singurii supraviețuitori ai extincției Triasic-Jurasic. În timp ce alte grupuri de crocodilomorfe au supraviețuit extincției din Cretacic-Paleogen, doar crocodilienii au supraviețuit în Cuaternar. Ordinul include crocodilii tipici (familia Crocodylidae), aligatorii și caimanii (familia Alligatoridae), precum și gavialii (familia Gavialidae). Deși termenul „crocodili" este deseori folosit pentru a se referi la toate aceste familii, termenul „crocodilieni” este mai puțin ambiguu.

## Denumire și etimologie
„Crocodilia” și „Crocodylia” au fost folosite în mod interschimbabil timp de decenii, începând cu redescrierea grupului de către Schmidt, pornind de la termenul anterior Loricata. Schmidt a folosit termenul mai vechi „Crocodilia”, bazat pe numele original al lui Richard Owen pentru grup. Wermuth a ales „Crocodylia” ca nume propriu, bazându-se pe genul tip Crocodylus (Laurenti, 1768). Dundee, într-o revizuire a multor nume de reptile și amfibieni, a susținut cu tărie „Crocodylia”. După apariția cladisticii și a nomenclaturii filogenetice, a fost propusă o justificare mai solidă pentru o ortografie în detrimentul celeilalte.
Înainte de 1988, Crocodilia era un grup care cuprindea animalele din zilele noastre, precum și rudele lor mai îndepărtate care sunt acum clasificate în grupurile mai mari Crocodylomorpha și Pseudosuchia. Conform definiției sale actuale ca grup coroană, mai degrabă decât ca grup bazat pe tulpină, Crocodylia se limitează acum la ultimul strămoș comun al crocodilienilor de astăzi și la toți descendenții săi, vii sau dispăruți.
Crocodilia pare a fi un latinism al cuvântului grecesc κροκόδειλος (crocodeilos), care înseamnă atât șopârlă, cât și crocodil de Nil. Crocodylia, așa cum a fost inventat de Wermuth cu privire la genul Crocodylus, pare să fie derivat din greaca veche κρόκη (kroke) — însemnând pietriș — și δρîλος sau δρεîλος (dr(e)ilos), însemnând vierme. Numele „vierme de pietriș” se poate referi la obiceiul animalului de a se odihni pe țărmurile pietruite ale Nilului.

## Istorie evolutivă

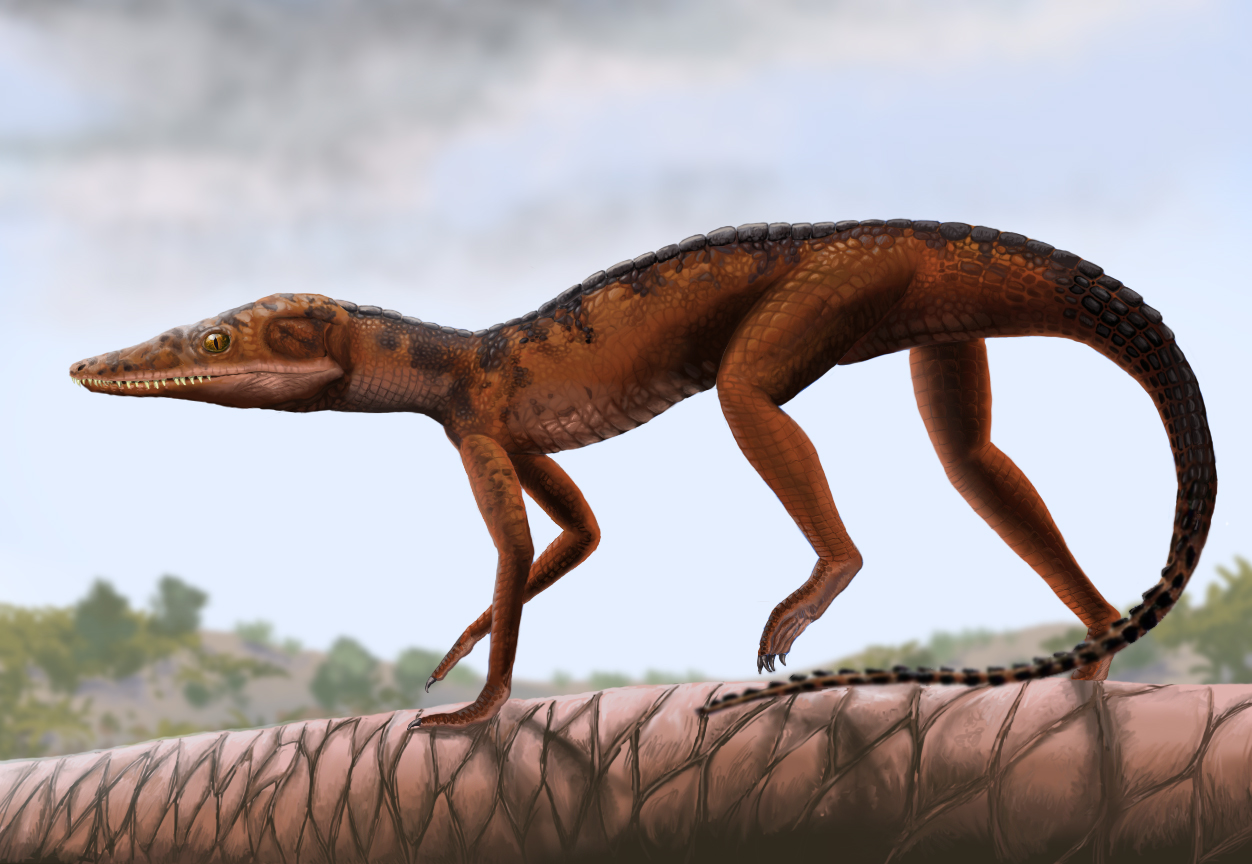
Reconstrucție a Litargosuchus, un sphenosuchian

Crocodilienii și păsările sunt membri ai cladei Archosauria. Arcosaurii se deosebesc de alte reptile în special prin două seturi de deschideri suplimentare în craniu; fenestra antorbitală situată în fața orbitei animalului și fenestra mandibulară de pe maxilar. Archosauria are două grupe principale: Pseudosuchia (crocodilienii și rudele lor) și Avemetatarsalia (dinozaurii, pterozaurii și rudele lor). Se presupune că separarea dintre aceste două grupe a avut loc în apropierea extincției Permian-Triasic, care este cunoscut informal ca Marea Dispariție.
Crocodylomorpha, grupul care a dat ulterior naștere crocodilienilor moderni, a apărut în Triasicul târziu. Cele mai bazale crocodilomorfe erau mari, în timp ce cele care au dat naștere crocodilienilor erau mici, subțiri și cu picioare lungi. Acest grad evolutiv, „sphenosuchiile”, au apărut pentru prima dată în jurul Carnianului din Triasicul târziu. Acestea mâncau prăzi mici și rapide și au supraviețuit până în Jurasicul târziu. La sfârșitul Triasicului, crocodilomorfele au devenit singurele pseudosuchiile supraviețuitoare.

### Diversitatea crocodiliformă timpurie
La începutul perioadei jurasice, dinozaurii au devenit dominanți pe uscat, iar crocodilomorfii au suferit diversificări adaptative majore pentru a ocupa nișele ecologice lăsate libere de grupurile recent dispărute. Crocodilomorfii mezozoici au avut o diversitate de forme mult mai mare decât crocodilienii moderni; au devenit insectivore mici, care se deplasează rapid, specialiste în mâncatul peștilor, carnivore marine și terestre și ierbivore. Prima etapă a evoluției crocodilienilor a fost reprezentată de protosuchiani la sfârșitul Triasicului și începutul Jurasicului, care au fost urmați de mezosuchiani, care s-au diversificat pe scară largă în timpul Jurasicului și Terțiarului. Eusuchia a apărut pentru prima dată în timpul Cretacicului timpuriu; această cladă include crocodilienii moderni.

### Diversificarea crocodilienilor moderni
Cele trei ramuri principale ale Crocodilia s-au separat până la sfârșitul Cretacicului. Posibilii primii membri cunoscuți ai grupului pot fi Portugalosuchus și Zholsuchus din etapele Cenomanian-Turonian. Unii cercetători au contestat clasificarea lui Portugalosuchus, susținând că ar putea fi în afara crocodilienilor din grupul coroanei. Analizele filogenetice bazate pe morfologie, care se bazează pe noi date neuroanatomice obținute din craniul său cu ajutorul scanărilor micro-CT, sugerează că acest taxon este un crocodilian din grupul coroanei și un membru al „thoracosaurs”.
Aligatoroidele definitive au apărut pentru prima dată în timpul etapelor Santonian-Campanian, în timp ce longirostrele definitive au apărut pentru prima dată în timpul etapei Maastrichtian. Cele mai timpurii aligatoroide și gavialoide cunoscute includ forme foarte derivate, ceea ce indică faptul că momentul divergenței în cele trei linii trebuie să fi fost un eveniment pre-Campanian.. În plus, oamenii de știință concluzionează că factorii de mediu au jucat un rol major în evoluția crocodilienilor și a strămoșilor lor; clima mai caldă este asociată cu rate de evoluție ridicate și dimensiuni mari ale corpului.

## Taxonomie
Crocodilia este definită cladistic ca ultimul strămoș comun al Gavialis gangeticus, Alligator mississippiensis (aligator american) și Crocodylus rhombifer (crocodilul cubanez) și al tuturor descendenților săi. Relațiile filogenetice dintre crocodilieni au fost subiectul unor dezbateri și rezultate contradictorii. Multe studii și cladogramele („arbori genealogici”) ale crocodilienilor care au rezultat din acestea au constatat că familiile „cu botul scurt” Crocodylidae și Alligatoridae sunt rude apropiate, iar Gavialidae cu botul lung este o ramură divergentă a arborelui. Grupul rezultat de specii cu botul scurt, numit Brevirostres, a fost susținut în principal de studii morfologice care au analizat doar caracteristicile scheletului.
Studii moleculare recente care utilizează secvențierea ADN-ului crocodilienilor vii au respins grupul distinct Brevirostres; gavialidele cu bot lung sunt mai apropiate de crocodili decât de aligatori, iar noua grupare de gavialide și crocodili este denumită Longirostres.
Mai jos este o cladogramă din 2021 care arată relațiile dintre principalele grupuri de crocodili existente. Această analiză s-a bazat pe ADN mitocondrial, inclusiv pe cel al recent dispărutului Voay robustus:
|  | Caiman       |
|  |              |
|  | Melanosuchus |
|  |              |

|  | Paleosuchus |
|  |             |

|  | Caiman       |
|  |              |
|  | Melanosuchus |
|  |              |

|  | Paleosuchus |
|  |             |

|  | Alligator |
|  |           |

|  | Caiman       |
|  |              |
|  | Melanosuchus |
|  |              |

|  | Paleosuchus |
|  |             |

|  | Caiman       |
|  |              |
|  | Melanosuchus |
|  |              |

|  | Paleosuchus |
|  |             |

|  | Alligator |
|  |           |

|  | Crocodylus |
|  |            |
|  | †Voay      |
|  |            |

|  | Mecistops   |
|  |             |
|  | Osteolaemus |
|  |             |

|  | Crocodylus |
|  |            |
|  | †Voay      |
|  |            |

|  | Mecistops   |
|  |             |
|  | Osteolaemus |
|  |             |

|  | Gavialis  |
|  |           |
|  | Tomistoma |
|  |           |

|  | Crocodylus |
|  |            |
|  | †Voay      |
|  |            |

|  | Mecistops   |
|  |             |
|  | Osteolaemus |
|  |             |

|  | Crocodylus |
|  |            |
|  | †Voay      |
|  |            |

|  | Mecistops   |
|  |             |
|  | Osteolaemus |
|  |             |

|  | Gavialis  |
|  |           |
|  | Tomistoma |
|  |           |

|  | Caiman       |
|  |              |
|  | Melanosuchus |
|  |              |

|  | Paleosuchus |
|  |             |

|  | Caiman       |
|  |              |
|  | Melanosuchus |
|  |              |

|  | Paleosuchus |
|  |             |

|  | Alligator |
|  |           |

|  | Caiman       |
|  |              |
|  | Melanosuchus |
|  |              |

|  | Paleosuchus |
|  |             |

|  | Caiman       |
|  |              |
|  | Melanosuchus |
|  |              |

|  | Paleosuchus |
|  |             |

|  | Alligator |
|  |           |

|  | Crocodylus |
|  |            |
|  | †Voay      |
|  |            |

|  | Mecistops   |
|  |             |
|  | Osteolaemus |
|  |             |

|  | Crocodylus |
|  |            |
|  | †Voay      |
|  |            |

|  | Mecistops   |
|  |             |
|  | Osteolaemus |
|  |             |

|  | Gavialis  |
|  |           |
|  | Tomistoma |
|  |           |

|  | Crocodylus |
|  |            |
|  | †Voay      |
|  |            |

|  | Mecistops   |
|  |             |
|  | Osteolaemus |
|  |             |

|  | Crocodylus |
|  |            |
|  | †Voay      |
|  |            |

|  | Mecistops   |
|  |             |
|  | Osteolaemus |
|  |             |

|  | Gavialis  |
|  |           |
|  | Tomistoma |
|  |           |

## Reprezentări culturale

### În mitologie și folclor

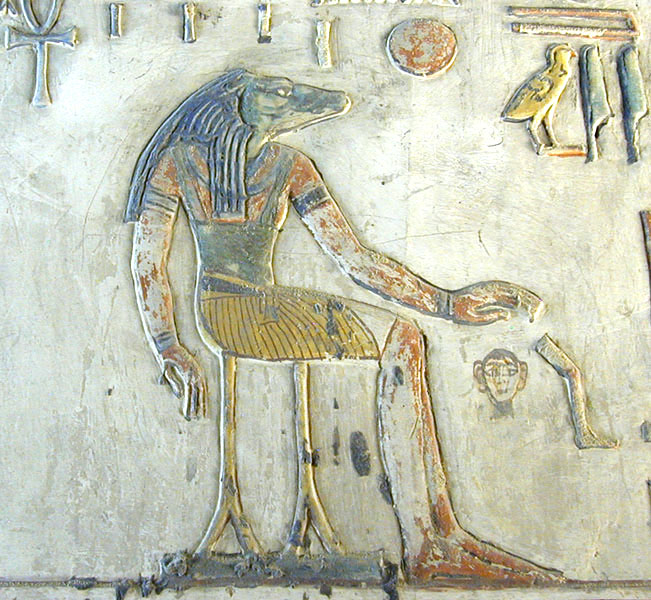
Sobek, zeul apei și al fertilității, cu cap de crocodil

Crocodilienii au roluri proeminente în narațiunile diferitelor culturi din întreaga lume și este posibil să fi inspirat poveștile despre dragoni. În religia Egiptului Antic, atât Ammit, devoratorul sufletelor nevrednice, cât și Sobek, zeul puterii, protecției și fertilității, sunt reprezentați ca având capete de crocodil. Acest lucru reflectă viziunea egiptenilor antici asupra crocodilului atât ca prădător terifiant, cât și ca parte importantă a ecosistemului Nilului. Crocodilul era unul dintre numeroasele animale pe care egiptenii le mumificau. Popoarele din Africa de Vest asociau, de asemenea, crocodilii cu zeitățile apelor. În timpul Imperiului Benin, crocodilii simbolizau puterea oba (regele) și îl legau de râurile dătătoare de viață. Leviatanul descris în Cartea lui Iov ar fi putut avea la bază un crocodil. În Mesoamerica, aztecii aveau un zeu crocodilian al fertilității numit Cipactli care proteja recoltele. În mitologia aztecă, se spune că zeitatea pământului Tlaltecuhtli se leagă de un „mare caiman”. Mayașii venerau, de asemenea, zei crocodilieni și credeau că lumea este susținută pe spatele unui crocodil care înoată.

### În literatură
Istoricii antici au descris crocodilienii încă de la primele consemnări scrise, deși adesea descrierile lor conțin mai mult presupuneri decât observații. Istoricul grec antic Herodot (c. 440 î.Hr.) a descris crocodilul în detaliu, deși o mare parte a descrierii sale este fantezistă; el a afirmat că crocodilul stătea cu gura deschisă pentru a permite unei păsări „trochilus”, posibil pasărea crocodilului, să îndepărteze lipitorile. Crocodilul a fost descris în Bestiarul Rochester de la sfârșitul secolului al XIII-lea, care se bazează pe surse clasice, inclusiv Historia naturalis a lui Pliniu (c. 79 d.Hr.) și Etimologiile lui Isidor din Sevilla. Isidor a spus că crocodilul este numit pentru culoarea sa șofrană (latină croceus, „șofran”) și că poate fi ucis de pești cu creste zimțate care îi taie cu ferăstrăul burta moale.